# Strmca (Postojna, Slovenija)
Strmca je naselje u slovenskoj Općini Postojni. Strmca se nalazi u pokrajini Notranjskoj i statističkoj regiji Notranjsko-kraškoj. 

## Stanovništvo
Prema popisu stanovništva iz 2002. godine naselje je imalo 80 stanovnika.